# Psilosyrtis rutilata
Psilosyrtis rutilata är en plattmaskart. Psilosyrtis rutilata ingår i släktet Psilosyrtis och familjen Otoplanidae. Inga underarter finns listade i Catalogue of Life.